# Меллоні Бернім
Меллоні Вікторія Бернім (нар. 1950) — американський етномузиколог. Почесна професорка Університету Індіани в Блумінгтоні, яка спеціалізується на афроамериканській госпел-музиці, раніше працювала директором архіву афроамериканської музики та культури університету.

## Молодість і освіта
Бернім виросла у сільській місцевості Тігу, штат Техас, у 1950-1960-х роках. Вона відвідувала повністю чорношкірі школи та церкви, де співала госпел. До 12 років Бурнім була піаністкою трьох різних церковних хорів у своїй громаді.
Бернім навчалися в Університеті штату Північний Техас, де спеціалізувався на музичній освіті з акцентом на фортепіано. Під час навчання вона продовжувала грати на фортепіано в церковному хорі чорних баптистів по неділях. Бернім отримала ступінь магістра в Університеті Вісконсін-Медісон, захистивши дисертацію про пісні в народних казках Менде.
У 1976 році Бернім була прийнята в Університет Індіани в Блумінгтоні, щоб отримати ступінь доктора філософії та заснувати африканський хоровий ансамбль університету. Вона здобула ступінь доктора етномузикології в 1980 році захистивши дисертацію під назвою «Музична традиція чорного госпелу: символ етнічності».

## Кар'єра
Після закінчення університету Бурнім продовжила навчання в Університеті Індіани, приєднавшись до викладачів кафедри афроамериканських досліджень (нині кафедра досліджень афроамериканців та африканської діаспори). Далі вона очолила кафедру. У 1999 році перейшла на кафедру фольклору та етномузикології. З 2014 по 2016 рік вона працювала директором Архіву афроамериканської музики та культури. Станом на 2017 рік Бурнім має статус почесного професора.
Бернім визнана піонерка і експертка у вивченні афроамериканської музики госпел. Вона була «плідним» дослідником, яка публікувала та читала лекції про історію та практику чорношкірої релігійної музики.
Бурнім разом із своєю колегою з Університету Індіани Порцією К. Моултсбі випустила два підручники: «Афроамериканська музика: вступ » (2006) і «Проблеми афроамериканської музики: влада, стать, раса, репрезентація» (2016). Збірку статей і аудіовізуальних матеріалів Бурніма можна знайти в архівах Університету Індіани.